# جيوفاني برويتي
جيوفاني برويتي (بالإيطالية: Giovanni Proietti)‏ هو لاعب كرة قدم إيطالي في مركز حراسة المرمى، ولد في 26 يونيو 1977 في روما في إيطاليا. لعب مع فيتربيسي 1908 ونادي أريتسو ونادي بيروجيا ونادي جيلا ونادي فولن ونادي كاتانيا ونادي لوغانو ونادي لوكيزي.

## وصلات خارجية
- جيوفاني برويتي على موقع قاعدة بيانات كرة القدم.إي يو (الإنجليزية)
- جيوفاني برويتي على موقع Soccerway.com (الإنجليزية)
- جيوفاني برويتي على موقع عالم كرة القدم.نت (الإنجليزية)